# Rodrigo de la Fuente
Pour les articles homonymes, voir De la Fuente.
Rodrigo de la Fuente, né le 26 novembre 1976 à Madrid en Espagne, est un joueur espagnol de basket-ball évoluant au poste d'ailier.

## Carrière
En juin 2016, il succède à Joan Creus au poste de directeur sportif de la section basket du FC Barcelone.

## Palmarès
- Finaliste du championnat d'Europe 1999 et 2003
- Vainqueur de l'euroligue 2003 (FC Barcelone)
- Vainqueur de la coupe Korać 1999 (FC Barcelone)
- Champion d'Espagne 1999, 2001, 2003, 2004 (FC Barcelone)
- Vainqueur de la coupe du Roi 2001, 2003, 2007 (FC Barcelone)
- Vainqueur de la supercoupe d'Espagne 2005 (FC Barcelone)